# Séverine Caneele
Séverine Caneele (Neuve-Église, 10 maggio 1974) è un'attrice belga. Ha vinto il premio per la migliore attrice al Festival di Cannes 1999 per il film L'umanità a pari merito con Émilie Dequenne.

## Filmografia
- L'umanità, regia di Bruno Dumont (1999)
- Une part du ciel, regia di Bénédicte Liénard (2002)
- Quand la mer monte..., regia di Yolande Moreau e Gilles Porte (2004)
- La piccola Lola, regia di Bertrand Tavernier (2004)
- Rodin, regia di Jacques Doillon (2017)